# Hasmonejské paláce

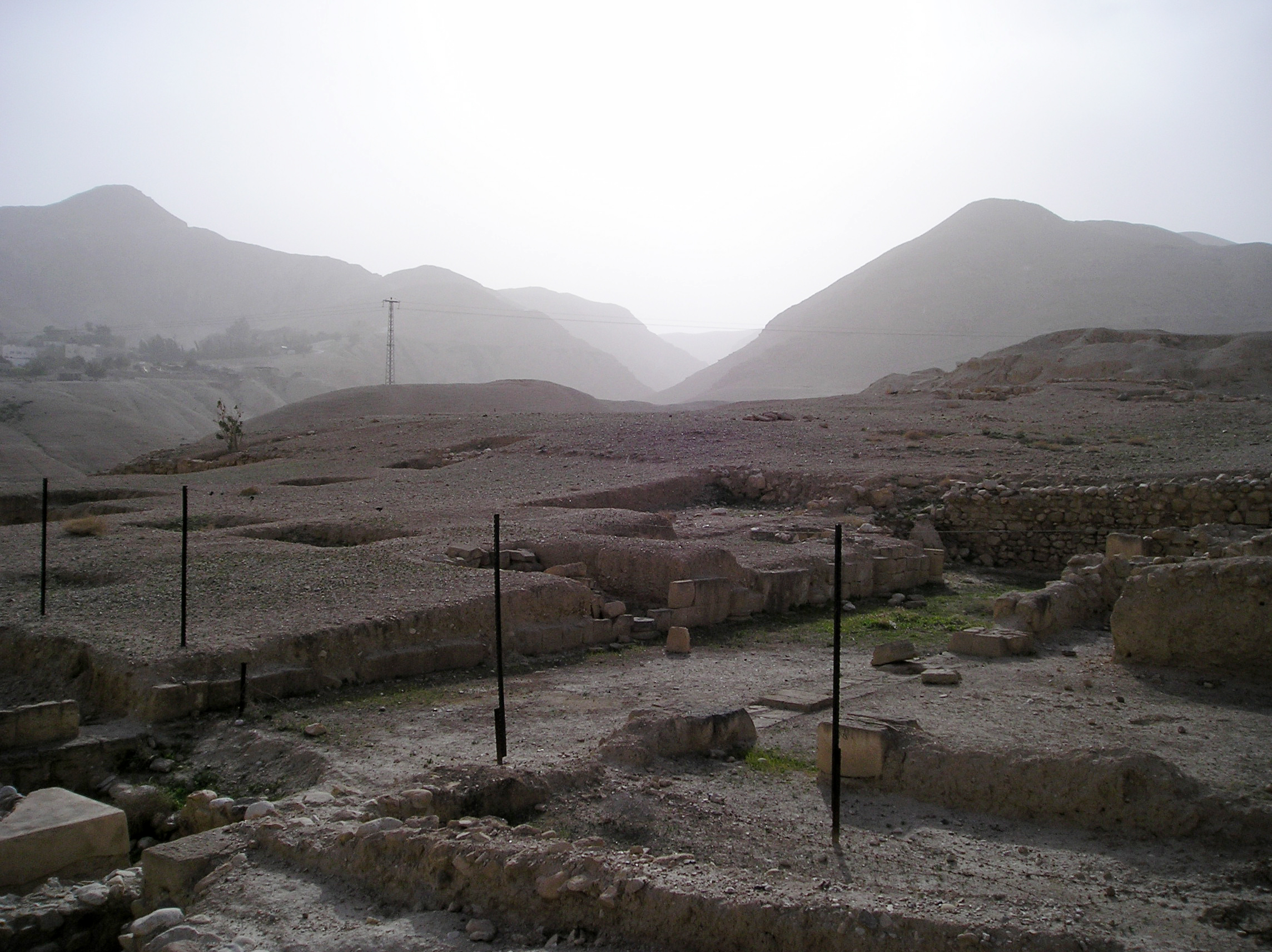
Pohled z parku směrem na západ (na levém vrcholku pevnost Kypros)

Hasmonejské paláce jsou komplex staveb z doby Druhého chrámu, které byly objeveny u ústí Nachal Prat do Jordánského údolí, poblíž starověké cesty
z Jericha do Jeruzaléma.
Jde o zimní paláce, které svědčí o luxusním životním stylu hasmonejského rodu - bazény, lázně, zahrady, a to vše v pouštní oblasti. Paláce jsou asi 20 km od Jeruzaléma.
Dnes se nachází tento park pod izraelskou správou, ale těsně vedle území palestinské autonomie, špatně dostupný z izraelské strany. Je volně přístupný (nehlídaný) a chátrá.

## Vykopávky
Hlavní vykopávky proběhly pod vedením Ehuda Necera po roce 1973 a probíhaly deset sezón na území 30 hektarů. Byly objeveny zbytky akvaduktů, paláců a zahrad a také pozdější palác Heroda Velikého. Jde o nejdůležitější archeologickou lokalitu hasmonejského období. Jednu budovu identifikoval Necer jako synagogu. Šlo by pak o nejstarší objevenou synagogu na světě (z let 70 až 50 př. n. l.).